# Dumbrăveni (gmina w okręgu Konstanca)
Dumbrăveni – gmina w Rumunii, w okręgu Konstanca. Obejmuje miejscowości Dumbrăveni i Furnica. W 2011 roku liczyła 552 mieszkańców.